# Klaus Dürr (Politiker, 1939)
Klaus Dürr (* 17. April 1939 in Mannheim; † 27. Oktober 1997 in Berlin) war ein deutscher Politiker (SPD).
Dürr besuchte eine Mittelschule und machte ab 1953 eine Verwaltungslehre. 1956 machte er eine Ausbildung für den nichttechnischen gehobenen Verwaltungsdienst und besuchte gleichzeitig ein Abendgymnasium. Er wurde 1959 Angestellter bei der Stadtverwaltung von Ludwigshafen am Rhein. 1960 trat er der SPD bei. 1964 wurde er leitender Angestellter bei der Verwaltung der Berliner Feuerwehr, später beim Senat von Berlin. 
Bei der Berliner Wahl 1989 wurde Dürr in das Abgeordnetenhaus von Berlin gewählt. Nach dem Ende der Legislaturperiode 1991 besuchte er die Verwaltungsakademie Berlin und wechselte anschließend in den höheren Dienst. Bei der folgenden Wahl 1995 wurde er wieder über die Bezirksliste Spandau in das Parlament gewählt. Durch seinen Tod im Oktober 1997 rückte Renate Mende in das Abgeordnetenhaus nach.